# Ancistrosyllis cingulata
Ancistrosyllis cingulata är en ringmaskart som först beskrevs av Korschelt 1893.  Ancistrosyllis cingulata ingår i släktet Ancistrosyllis och familjen Pilargidae. Inga underarter finns listade i Catalogue of Life.